# Nosferatu (album, John Zorn)
Nosferatu je studiové album Johna Zorna, vydané u jeho vlastního vydavatelství Tzadik Records. Album vyšlo v den stého výročí úmrtí Brama Stokera dne 20. dubna 2012.

## Seznam skladeb
Autorem všech skladeb je John Zorn.
| Pořadí | Název                       | Délka |
| ------ | --------------------------- | ----- |
| 1.     | Desolate Landscape          | 4:32  |
| 2.     | Mina                        | 3:35  |
| 3.     | The Battle of Good and Evil | 5:14  |
| 4.     | Sinistera                   | 3:22  |
| 5.     | Van Helsing                 | 3:25  |
| 6.     | Fatal Sunrise               | 3:17  |
| 7.     | Hypnosis                    | 2:10  |
| 8.     | Lucy                        | 2:46  |
| 9.     | Nosferatu                   | 2:27  |
| 10.    | The Stalking                | 7:33  |
| 11.    | The Undead                  | 4:00  |
| 12.    | Death Ship                  | 2:00  |
| 13.    | Jonathan Harker             | 5:29  |
| 14.    | Vampires at Large           | 4:17  |
| 15.    | Renfield                    | 3:31  |
| 16.    | Stalker Dub                 | 3:24  |

## Sestava
- John Zorn – klavír, altsaxofon, Fender Rhodes, elektronické efekty
- Rob Burger – klavír, varhany
- Bill Laswell – baskytara
- Kevin Norton – vibrafon, bicí, zvonky